# 金坦生物技術股份
金坦生物技術股份有限公司（NCPC GeneTech Biotechnology Development Company Limited），屬於華北製藥旗下公司，1997年，母公司華北製藥和英属维尔京群岛註冊的茂业生物技术开发有限公司以中外合資成立，主要生產从事高科技、高附加值生物技术药品及其它医药产品的研发、生产与销售。
而母公司曾和中國製藥母公司石家莊製藥集團合併，但已告吹，原因為是受到文化和效益問題。2009年6月被前稱金牛能源的冀中能源股份收購，成為旗下公司。  

## 外部連結
- 金坦生物技術股份有限公司 （页面存档备份，存于）